# Wilgenroosje-associatie
De wilgenroosje-associatie (Senecioni-Epilobietum) is een associatie uit het wilgenroosje-verbond (Carici piluliferae-Epilobion angustifolii). Het is een kortlevende plantengemeenschap die voorkomt op droge, betrekkelijk voedselarme standplaatsen in bosgebieden waarin door kap, brand of windworp de boomlaag verdwijnt, maar ook in heide- en duingebieden waarin door brand of bemesting de voedselrijkdom plots toeneemt.
Deze associatie komt in Vlaanderen en Nederland verspreid maar de laatste jaren nog slechts zelden voor.

## Naamgeving en codering
| Senecioni-Epilobietum angustifolii (Hueck 1931) Tx. 1950 |

- Duits: Fazies von Avenella flexuosa mit neube- gründetem jungem Buchenbestand
- Syntaxoncode voor Nederland (rVvN): r35Aa01

De wetenschappelijke naam Senecioni-Epilobietum is afgeleid van de botanische namen van twee belangrijke soorten binnen deze associatie, het boskruiskruid (Senecio sylvestris) en het wilgenroosje (Epilobium angustifolium).

## Fysiognomie
De vegetatie is herkenbaar aan de hoog opschietende pionierssoorten, met overwegend roze en gele bloemen en met als typische soort het wilgenroosje.

### Symmorfologie
De wilgenroosje-associatie is een ruigte. De vegetatiestructuur van deze associatie wordt gekenmerkt door een dominante en aspectbepalende, hoge kruidlaag waarin vooral bloemrijke ruigtekruiden kenmerkend zijn. Een struiklaag kan marginaal aanwezig zijn in de vorm van losse braamstruiken en jonge struiken en loof- of naaldbomen.
Op bodems met voldoende humus bestaat de vegetatie in de regel uit een dichte begroeiing van tot 1,5 m hoog opschietende, licht- en warmteminnende pioniersoorten, meestal met opvallende roze of gele bloemen, let als belangrijkste soort het wilgenroosje. Het zijn meestal planten die zich door lichte, pluizige zaden zeer ver kunnen verspreiden, of die reeds voordien in bermen en bosranden aanwezig waren.
Op sterk uitgeloogde bodems is de vegetatie meestal schaarser en opener, en treden vooral schapenzuring, grassen en grasachtige planten op.

## Ecologie
De wilgenroosje-associatie is een pioniervegetatie van tijdelijke aard op zure, droge en zandige bodems met eventueel wat leem. De beste voorbeelden vinden we in bosgebieden na een kaalkap. Door een plotse, ingrijpende gebeurtenissen is de boomlaag verdwenen, met een sterke toename van de lichtinval en de temperatuur tot gevolg, waardoor de humus sneller mineraliseert en de trofiegraad plaatselijk stijgt.
Buiten bosgebieden kunnen we deze gemeenschappen ook terugvinden op droge, voedselarme plaatsen waar de voedselrijkdom tijdelijk toeneemt, zoals door het inwaaien van meststoffen op de overgang van akkers naar heide, door het afsterven van een struweel aan de rand van duinvalleien, en in een droge heide na een heidebrand.
Een vlinder die veel voorkomt in de wilgenroosje-associatie is de walstropijlstaart.

## Ontstaan en successie
De wilgenroosje-associatie ontstaat in de regel door een plotse, ingrijpende gebeurtenis, zoals een kaalkap, bosbrand of windworp, in een bosvegetatie van de klasse van naaldbossen of van de klasse van eiken- en beukenbossen op voedselarme grond.
De associatie ontwikkelen zich op zeer korte termijn (2 tot 3 jaar), en blijven meestal maar een jaar of vijf bestaan. Ze evolueert spontaan verder in gemeenschappen gedomineerd door grassen, door bramen (struwelen van de brummel-klasse) of doornstruwelen (klasse van doornstruwelen).
Op termijn zullen deze verder (terug)evolueren naar het oorspronkelijke bostype.

## Subassociaties in Nederland en Vlaanderen
Van de wilgenroosje-associatie worden in Nederland en Vlaanderen drie subassociaties onderscheiden, die duidelijk kunnen onderscheiden worden. Ze wijzen vooral op verschillen in de bodemsamenstelling, de trofiegraad en het vochtgehalte in de bodem.

### Subassociatie met mannetjesereprijs
Een subassociatie met mannetjesereprijs (Senecioni-Epilobietum veronicetosum) kenmerkt zich door de aanwezigheid van mannetjesereprijs (Veronica officinalis). De syntaxoncode voor Nederland (rVvN) is r35Aa01a.

### Subassociatie met rankende helmbloem
Een subassociatie met rankende helmbloem (Senecioni-Epilobietum ceratocapnetosum) kenmerkt zich door de aanwezigheid van rankende helmbloem (Ceratocapnos claviculata). De syntaxoncode voor Nederland (rVvN) is r35Aa01b.

### Arme subassociatie
Een soortenarme subassociatie (Senecioni-Epilobietum inops) komt voor bij droge of zeer voedselarme bodems. De syntaxoncode voor Nederland (rVvN) is r35Aa01c.

## Verspreiding
Het verspreidingsgebied van de wilgenroosje-associatie strekt zicht uit over de laaglanden en de submontane zone van West- en Centraal-Europa.
In Nederland kent het een wijde verspreiding met het zwaartepunt in de zandgebieden en in de duinen.
Ook in Vlaanderen komt de wilgenroosje-associatie zeer verspreid voor, met als zwaartepunten de Kempen en de Leemstreek.
In beide landen is door het gewijzigde bosbeheer van de laatste vijftig jaar de associatie eerder zeldzaam geworden.

## Diagnostische taxa voor Nederland en Vlaanderen

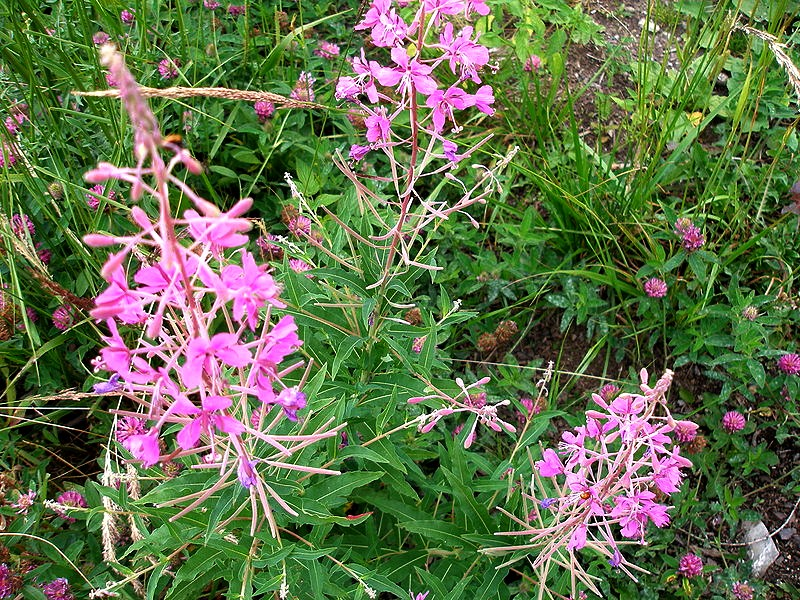
Wilgenroosje

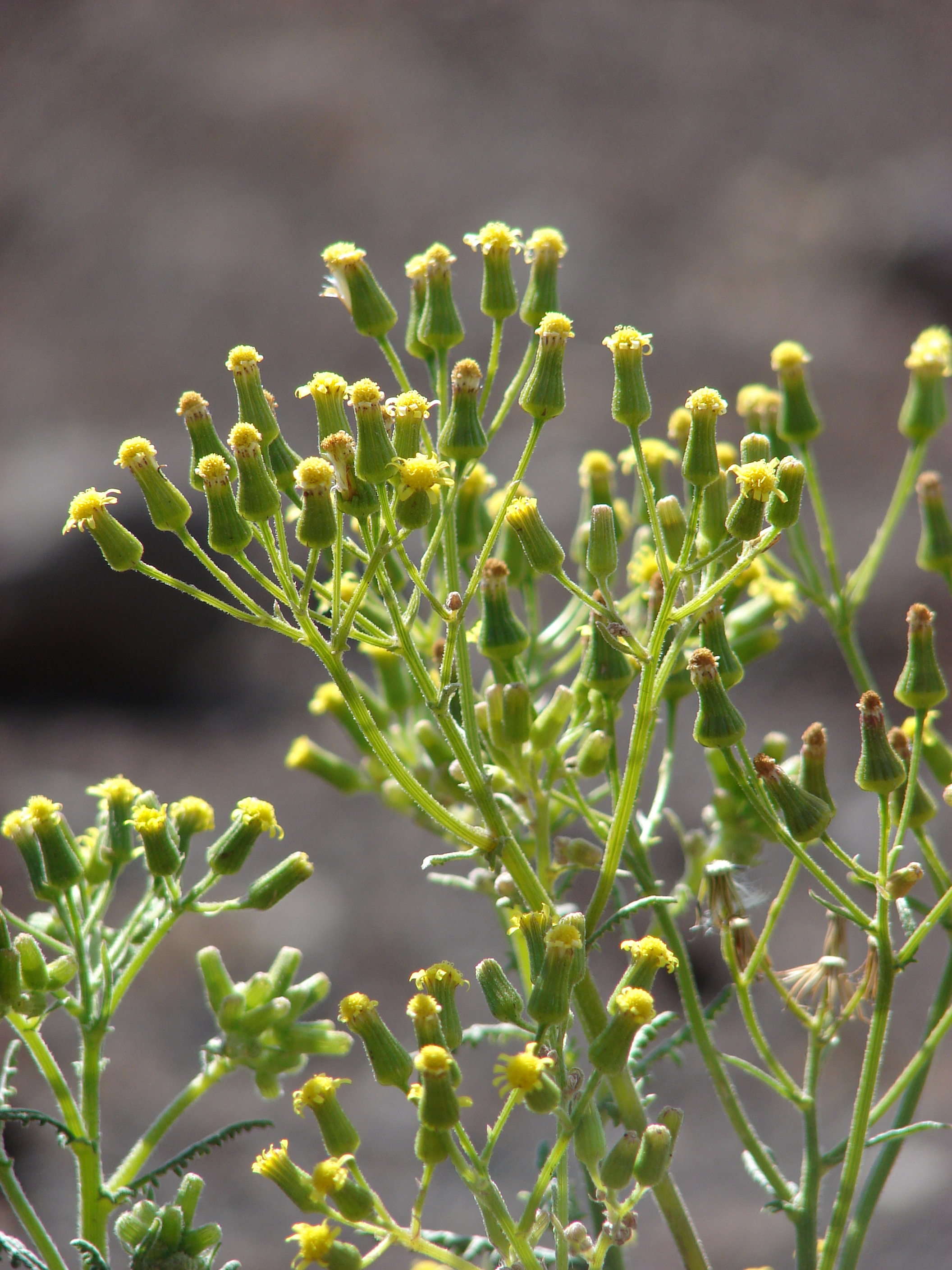
Boskruiskruid

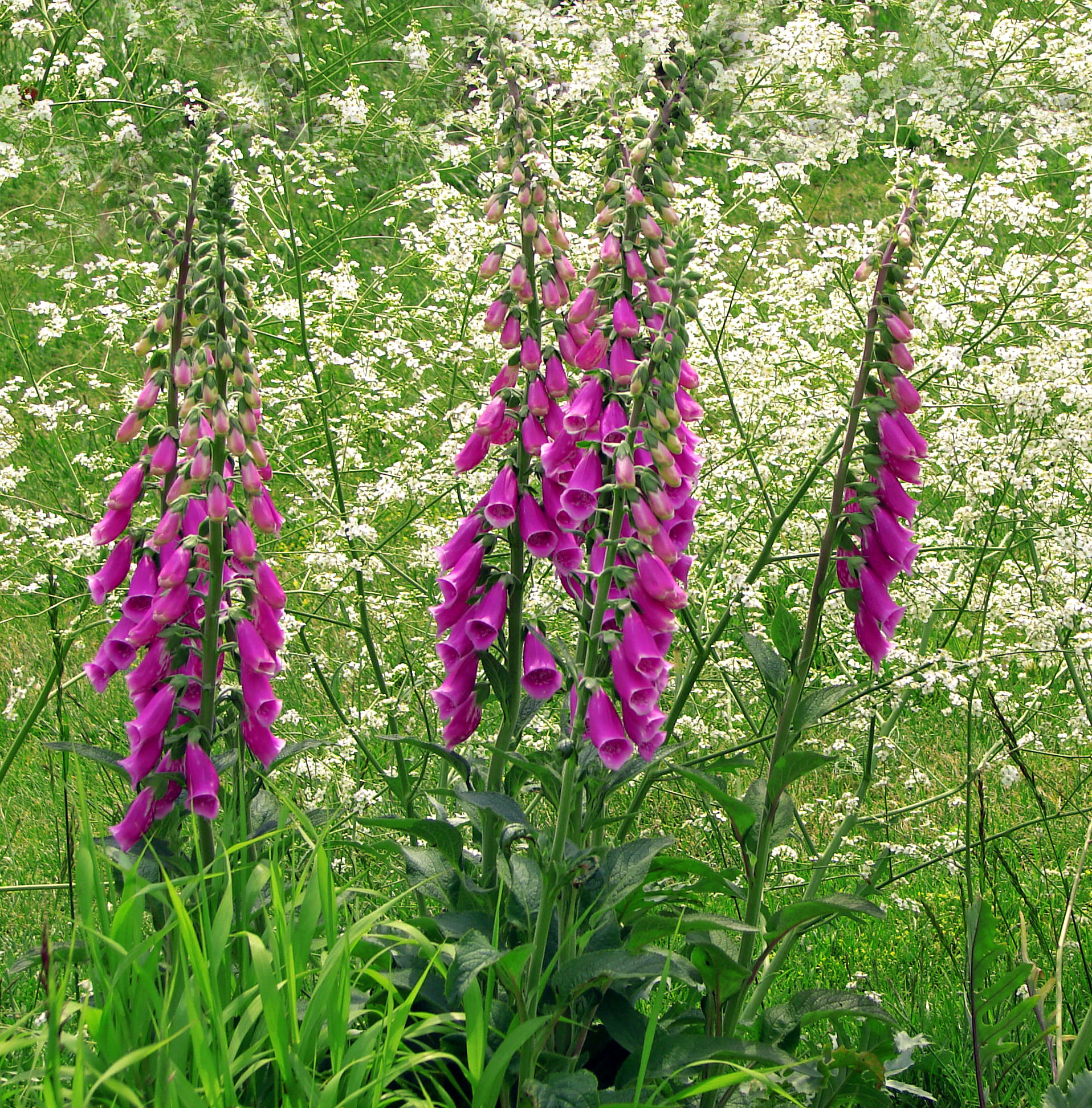
Vingerhoedskruid

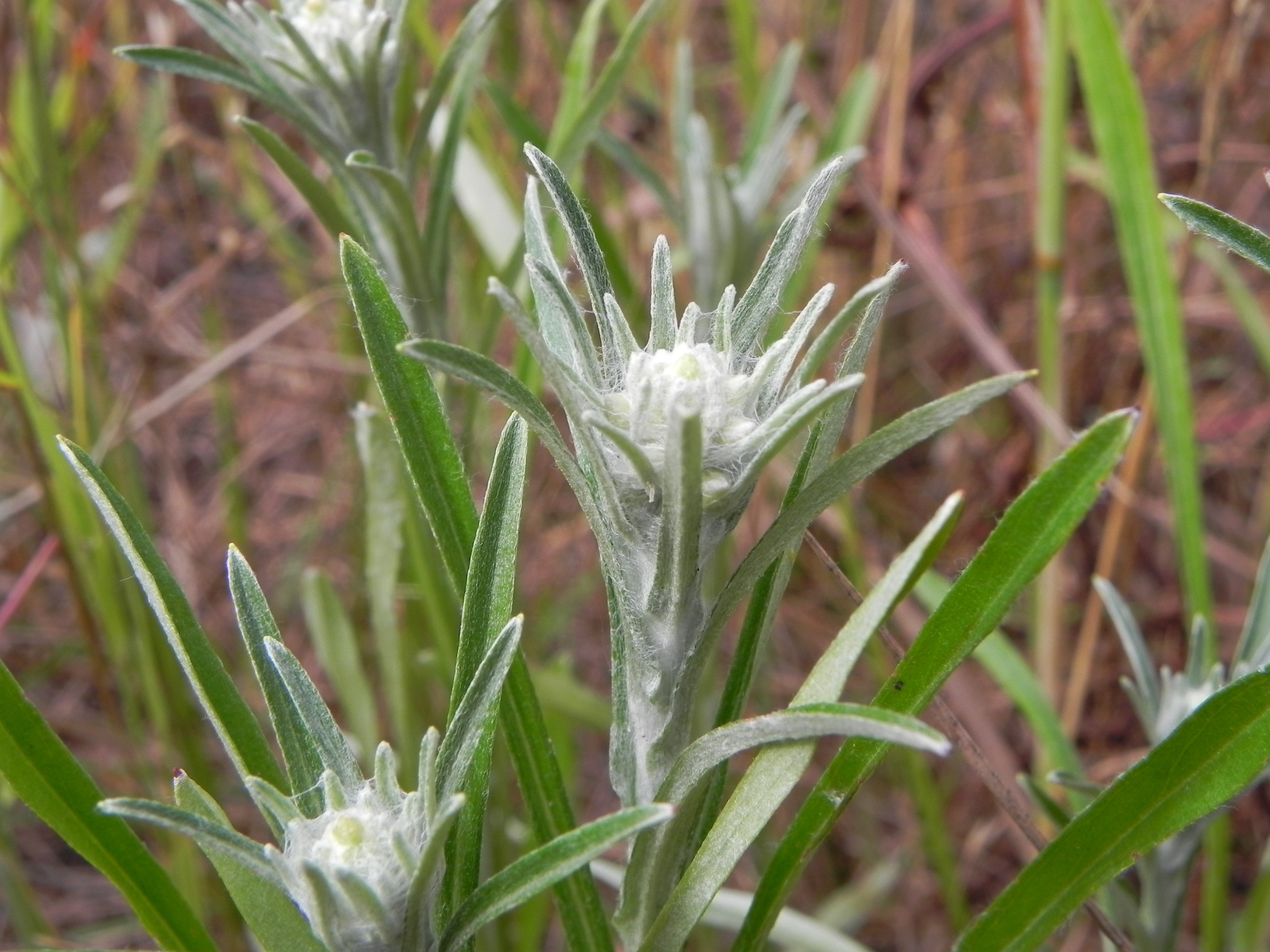
Bosdroogbloem

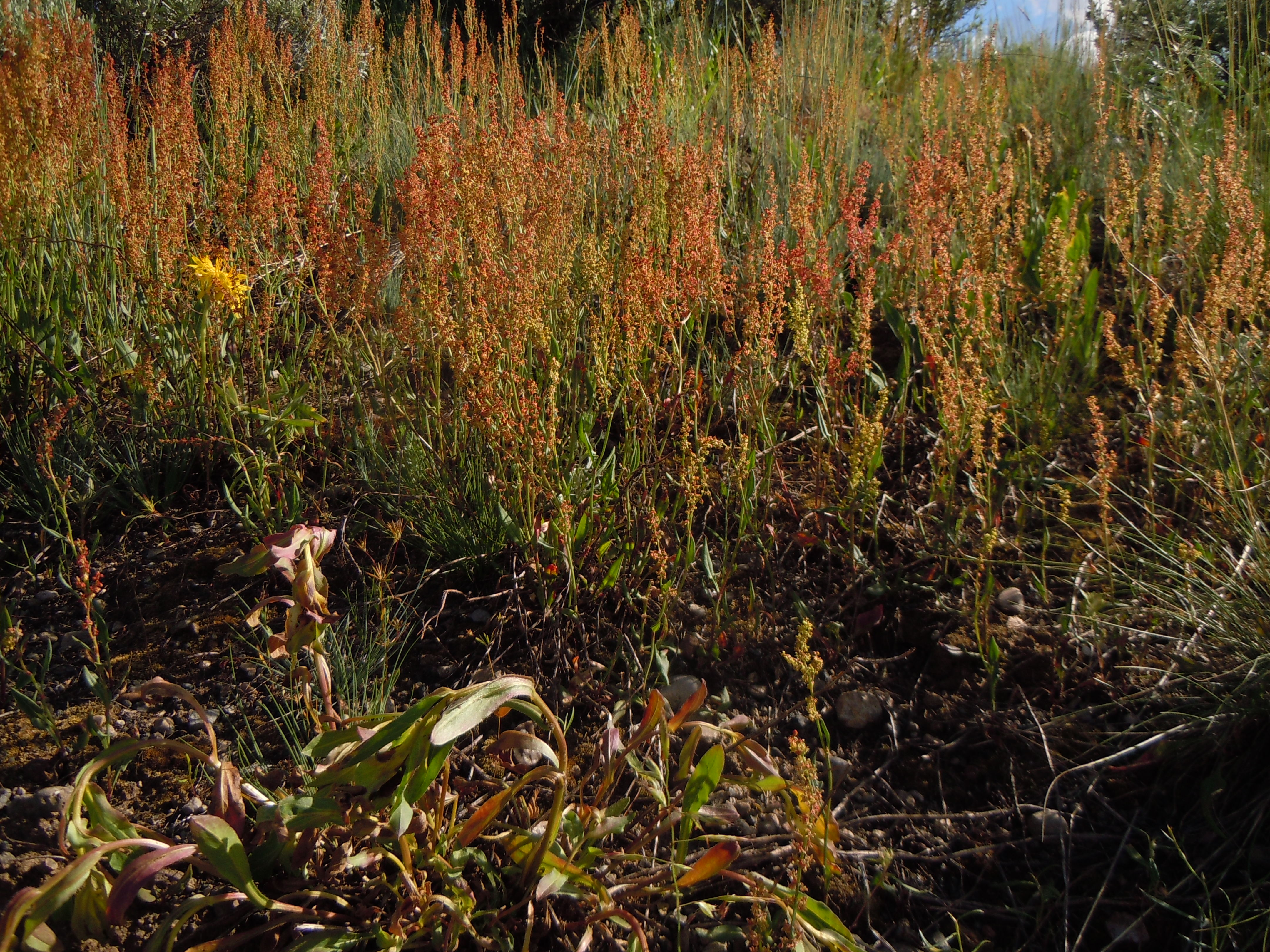
Schapezuring

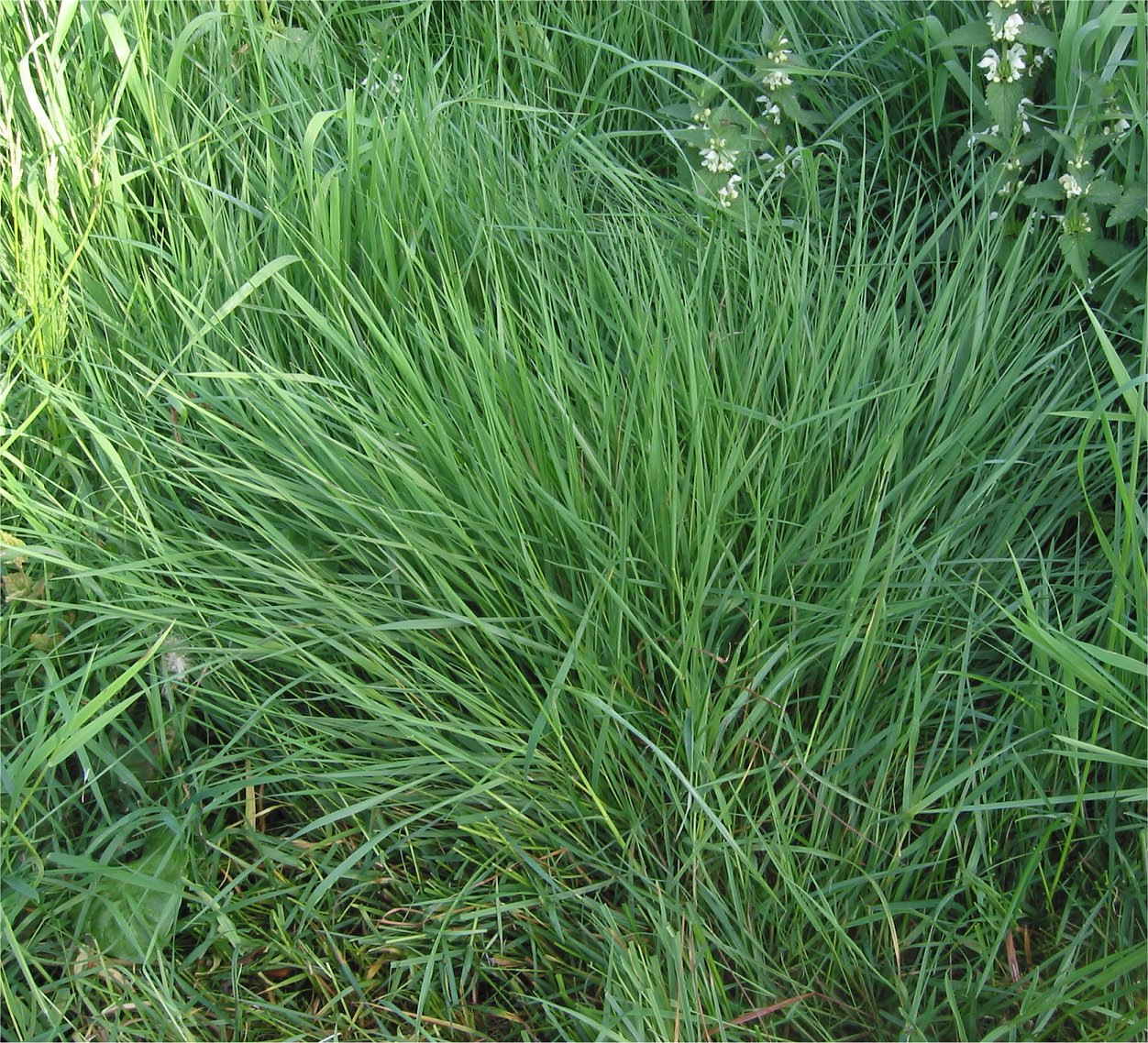
Gewoon struisgras

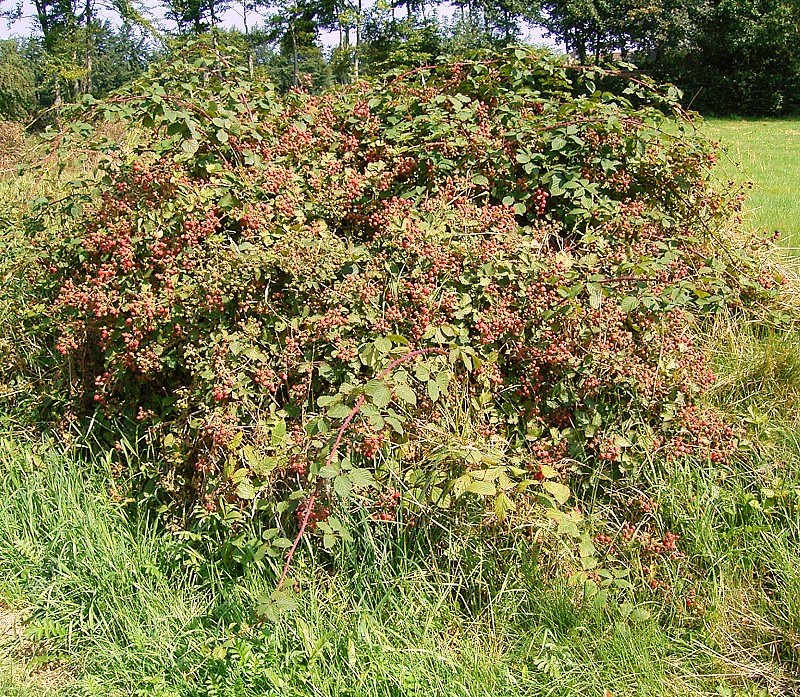
Gewone braam

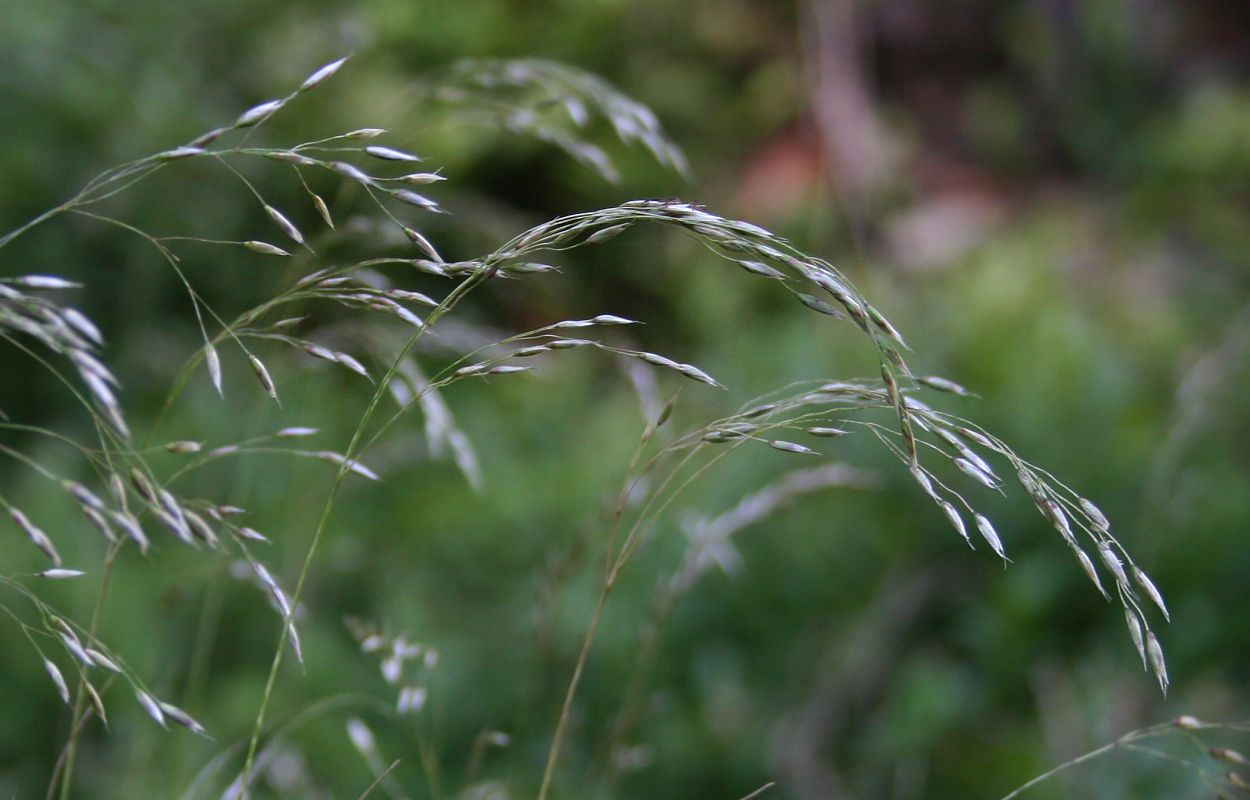
Bochtige smele

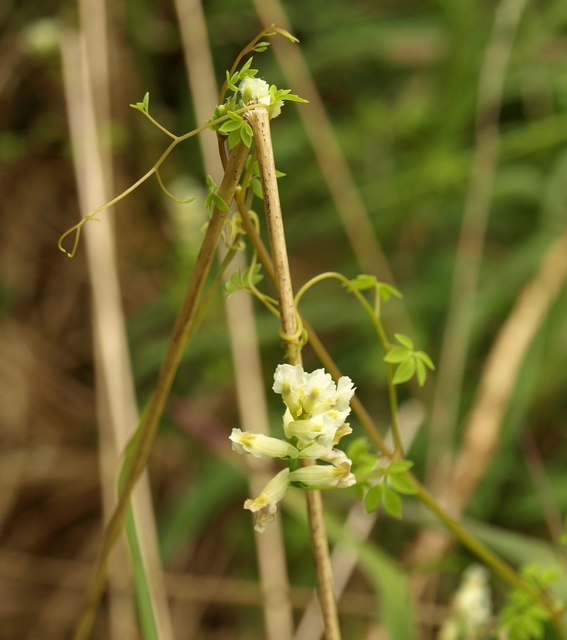
Rankende helmbloem

De wilgenroosje-associatie heeft in Nederland en Vlaanderen vier algemene en goed herkenbare kensoorten in de kruidlaag:wilgenroosje zelf, boskruiskruid, vingerhoedskruid en bosdroogbloem.
Verder is de soortensamenstelling zeer variabel en een mengeling van ruderale soorten en echte bosplanten. Meestal vinden we een aantal grassen en grasachtige planten, zoals gewoon struisgras, bochtige smele, gestreepte witbol en pilzegge, en kruidachtige planten als de schapenzuring en de rankende helmbloem.
Een duidelijke boom- en struiklaag zijn afwezig, maar meestal zijn er wel bramen en/of frambozen, kleinere struiken van wilde lijsterbes, Amerikaanse vogelkers of sporkehout, en jonge exemplaren van zomereik, ruwe berk of grove den te vinden.
De moslaag is weinig ontwikkeld met gewoon klauwtjesmos als belangrijkste soort. Op brandplekken met houtskoolresten kunnen algemene nitrofiele mossen een belangrijke plaats innemen, zoals het gewoon krulmos en het parapluutjesmos.
In de onderstaande tabel staan de belangrijkste soorten van wilgenroosje-associatie in Nederland en Vlaanderen.
Kruidlaag
| Kentaxon | Diff. soort | Presentie | Triviale naam         | Botanische naam          | Opmerking                            |
| -------- | ----------- | --------- | --------------------- | ------------------------ | ------------------------------------ |
| kA       |             | > 90%     | wilgenroosje          | Epilobium angustifolium  |                                      |
| kA       |             | > 70%     | boskruiskruid         | Senecio sylvaticus       |                                      |
| kA       |             | > 10%     | vingerhoedskruid      | Digitalis purpurea       |                                      |
| kA       |             | > 10%     | bosdroogbloem         | Gnaphalium sylvaticum    |                                      |
|          |             | > 60%     | schapenzuring         | Rumex acetosella         |                                      |
|          |             | > 50%     | gewoon struisgras     | Agrostis capillaris      |                                      |
|          |             | > 50%     | gewone braam          | Rubus fruticosus         |                                      |
|          |             | > 40%     | bochtige smele        | Avenella flexuosa        |                                      |
|          |             | > 40%     | gestreepte witbol     | Holcus lanatus           |                                      |
|          |             | > 40%     | pilzegge              | Carex pilulifera         |                                      |
|          | dS          | > 40%     | rankende helmbloem    | Ceratocapnos claviculata | subassociatie met rankende helmbloem |
|          |             | > 30%     | struikhei             | Calluna vulgaris         |                                      |
|          |             | > 30%     | gewone hennepnetel    | Galeopsis tetrahit       |                                      |
|          |             | > 30%     | pitrus                | Juncus effusus           |                                      |
|          |             | > 30%     | gladde witbol         | Holcus mollis            |                                      |
|          |             | > 20%     | pijpenstrootje        | Molinia caerulea         |                                      |
|          |             | > 20%     | framboos              | Rubus idaeus             |                                      |
|          |             | > 20%     | smalle stekelvaren    | Dryopteris carthusiana   |                                      |
|          |             | > 20%     | brede stekelvaren     | Dryopteris dilatata      |                                      |
|          |             | > 10%     | grote brandnetel      | Urtica dioica            |                                      |
|          |             | > 10%     | fioringras            | Agrostis stolonifera     |                                      |
|          |             | > 10%     | vogelmuur             | Stellaria media          |                                      |
|          |             | > 10%     | straatgras            | Poa annua                |                                      |
|          |             | > 10%     | wilde kamperfoelie    | Lonicera periclymenum    |                                      |
|          |             | > 10%     | veelbloemige veldbies | Luzula multiflora        |                                      |
|          |             | > 10%     | drienerfmuur          | Moehringia trinervia     |                                      |
|          |             | > 10%     | blauwe bosbes         | Vaccinium myrtillus      |                                      |
|          | dS          |           | mannetjesereprijs     | Veronica officinalis     | subassociatie met mannetjesereprijs  |
|          |             | > 40%     | zomereik              | Quercus robur            |                                      |
|          |             | > 40%     | wilde lijsterbes      | Sorbus aucuparia         |                                      |
|          |             | > 40%     | ruwe berk             | Betula pendula           |                                      |
|          |             | > 30%     | zachte berk           | Betula pubescens         |                                      |
|          |             | > 30%     | Amerikaanse vogelkers | Prunus serotina          |                                      |
|          |             | > 30%     | sporkehout            | Frangula alnus           |                                      |
|          |             | > 20%     | grove den             | Pinus sylvestris         |                                      |
|          |             | > 10%     | gewone vlier          | Sambucus nigra           |                                      |

Moslaag
| Kentaxon | Diff. soort | Presentie | Triviale naam       | Botanische naam       | Opmerking |
| -------- | ----------- | --------- | ------------------- | --------------------- | --------- |
|          |             | > 10%     | gewoon klauwtjesmos | Hypnum cupressiforme  |           |
|          |             |           | gewoon krulmos      | Funaria hygrometrica  |           |
|          |             |           | parapluutjesmos     | Marchantia polymorpha |           |

## Bedreiging en bescherming
Alhoewel de wilgenroosje-associatie meestal geen zeldzame soorten bevat, wordt ze toch als biologisch waardevol aanzien. Door het gewijzigde bosbeheer van de laatste halve eeuw, waarbij kaalslag wordt vermeden en gekapte percelen vlugger worden heraangeplant, komt de associatie veel minder frequent voor en zijn de oppervlaktes ook veel beperkter. Ook de verruiging van de ondergroei van onze bossen door de toegenomen stikstofdepositie laat minder kansen aan dit vegetatietype.